# Ральф Маккіо
Ральф Джордж Маккіо Молодший (англ. Ralph George Macchio Jr.; 4 листопада 1961) — американський актор італійського походження. Відомий своєю ролю Даніеля ЛаРуссо в трьох фільмах «Малюка-каратиста» та «Кобра Кай». Він також зіграв роль Джоні Кейда в «Аутсайдерах».

## Ранні роки
Народився в Гантінгтоні, штат Нью-Йорк Мати — Розалі (уроджена ДеСантіс). Його батько Ральф Джордж Маккіо наполовину італієць і наполовину грек за походженням, а мати італійка за походженням. У 1979 році Маккіо закінчив Центральний шкільний округ Half Hollow Hills у Нью-Йорку.

## Кар'єра
Маккіо розпочав займатись танцями у віці 3 років, і його помітив один з агентів у 16 років. Потім його взяли за роль Джеремі Андретті в телевізійному серіалі «Восьми достатньо». Після закінчення «Восьми достатньо» він виграв роль Джонні Кейда у фільмі «Аутсайдери» 1983 року. Саме ця роль привела його до ролі Даніеля Ларуссо у фільмі «Малюк-каратист» 1984 роцу, а згодом в другій та третій частинах. Маккіо з'явився у фільмі «Перехрестя» 1986 року, граючи студента Євгена Мартона. У 1992 році він знявся разом з Джо Пеші та Марісой Томей у хітовій комедії «Мій кузен Вінні», зігравши Біллі Гамбіні, якого незаконно звинуватили у вбивстві під час перебування у невеликому містечку в Алабамі.
У 2005 році з'явився у серіалі від HBO «Антураж». У 2007 році він з'явився разом з Забкою у кліпі групи «No More Kings» на пісню «Sweep the Leg» як карикатуру на нього та Джонні з фільму «Малюк-каратист». У 2008 році він з’явився в рекламному ролику VitaminWater, де був присутній водій NASCAR Карл Едвардс. Маккіо був зображений як «духовний радник» Едвардса і одягнений у свій одяг карате-малюка. З жовтня 2008 року він знявся в декількох епізодах телесеріалу ABC «Погануля» як Арчі Родрігес. Станом на листопад 2008 року Маккіо зайняв № 80 серед списку «100 Greatest Teen Stars» від VH1.
У лютому 2011 року було оголошено, що він буде брати участь у програмі ABC «Танці з зірками». Він вибув з шоу під час півфіналу, посівши четверте місце в загальних змаганнях.
У квітні 2012 року Маккіо був узятий у фільмі «Гічкок», знятого за мотивами нехудожньої книги «Альфред Гічкок і створення психіки», в ролях Ентоні Гопкінс, Гелен Міррен, Скарлетт Йоганссон, Джессіка Біл і Тоні Коллетт, а також режисер Саша Гервазі. Маккіо зображує сценариста Психо Джозефа Стефано. У 2013 році він з'явився в серіалі «Як я зустрів вашу маму». Головний герой Барні Стінсон, стверджує, що персонаж Маккіо у фільмі "Малюк-каратист"не справжня дитина карате; натомість це Джонні Лоуренс, ворога Даніеля у фільмі. В епізоді 8-го сезону «БратМіцва» Маккіо запрошений на парубочу вечірку в якості сюрпризу для Барні. Барні розчарований сюрпризом, очікуючи актора Вільяма Забку, «справжнього малюка карате». Протягом епізоду герої відзначають схожість між Барні та Маккіо, на огиду Барні. Наприкінці ночі клоун, який розважав гостей виявляється Забкою.
З 2017 року Маккіо грає роль Даніеля ЛаРуссо у серіалі «Кобра Кай» від Netflix. Також є співвиконавчим продюсером серіалу разом з Вільямом Забкою. Серія розгортається через 34 роки після подій турніру з карате у 1984 року, і вона обертається навколо занепалого життя Джонні Лоуренса (Забка), який прагнучи повернути своє життя відкриває доджьо Кобра Кай. Це відновлює його суперництво з успішним нині ЛаРуссо, який намагався зберегти рівновагу у своєму житті без керівництва свого вже покійного наставника містера Міягі.

## Особисте життя
Маккіо познайомив свою дружину Філіс Фієро з бабусею, коли йому було 15 років. Вони одружилися 5 квітня 1987 р. І мають двох дітей — Джулію (1992) Та Даніеля (1996).
На святкуванні 30-ї річниці «Малюка-каратиста» в Японсько-американському національному музеї в 2014 році Маккіо сказав, що жовтий кабріолет «Форд» 1947 року, який його персонаж Даніель отримує від Міягі в першому фільмі, стоїть у його гаражі.
Маккіо є шанувальником хокейної команди «Нью-Йорк Айлендерс» і був представлений як капітан знаменитості команди в серії торгових карток Pro Set Platinum 1991 року.

## Фільмографія
| Рік  | Назва                                              | Роль                 |
| ---- | -------------------------------------------------- | -------------------- |
| 1980 | Вгору по Академії                                  | Чоч Бамбалазі        |
| 1982 | Високий порошок                                    | Едді                 |
| 1982 | Небезпечна компанія                                | Денні Броуді         |
| 1983 | Ізгої                                              | Джонні Кейд          |
| 1984 | Малюк-каратист                                     | Даніель ЛаРуссо      |
| 1984 | Вчителі                                            | Едді Пілікян         |
| 1984 | Три бажання Біллі Грієра                           | Біллі Грієр          |
| 1986 | Перехрестя                                         | Євген Мартоне        |
| 1986 | Малюк-каратист 2                                   | Даніель ЛаРуссо      |
| 1988 | Далекий грім                                       | Джек Ламберт         |
| 1989 | Малюк-каратист 3                                   | Даніель ЛаРуссо      |
| 1990 | Занадто багато сонця                               | Френк-молодший       |
| 1992 | Останній військовополонений: Історія Боббі Гарвуда | Роберт Гарвуд        |
| 1992 | Мій кузен Вінні                                    | Білл Гамбіні         |
| 1993 | Голі в Нью-Йорку                                   | Кріс                 |
| 1998 | Запаморочення                                      | -                    |
| 1998 | Таємниця щурів 2: Тіммі йде на порятунок           | Тіммі Брісбі (голос) |
| 2000 | Офісна партія                                      | Шон                  |
| 2000 | Не може бути Небом                                 | Хаббі Дарлінг        |
| 2001 | Попкорн креветки                                   | Коп № 2              |
| 2003 | На добраніч, щоб померти                           | Донні                |
| 2006 | Пивна ліга                                         | Маз                  |
| 2009 | Розенкранц та Гільденстерн нежиті                  | Боббі Б'янкі         |
| 2012 | Гічкок                                             | Йосип Стефано        |
| 2012 | Свято Спін                                         | Рубен                |
| 2013 | Він набагато відоміший за вас                      | Сам себе             |
| 2010 | Маленька гра                                       | Том                  |
| 2010 | Втрачена кішка Корона                              | Домінік              |
| 2010 | Псих: Кіно                                         | Нік Конфорт          |
| 2025 | Карате Кід: Легенди                                | Даніель ЛаРуссо      |

| Рік       | Назва                            | Роль                                  |
| --------- | -------------------------------- | ------------------------------------- |
| 1980-1981 | Восьми достатньо                 | Джеремі Андретті                      |
| 1982      | CBS Schoolbreak Special          | Тоні Барнетт                          |
| 1999      | Зовнішні межі                    | Доктор Ніл Еберхардт                  |
| 2000      | Курячий суп для душі             | Макс                                  |
| 2000      | Двічі за життя                   | Офіцер Ден Пайєлло/Філіп Барбоса      |
| 2005      | Антураж                          | Сам себе                              |
| 2007      | Головний кейс                    | Сам себе                              |
| 2008-2009 | Погануля                         | Арчі Родрігес                         |
| 2010      | Закон і порядок: Злочинні наміри | Луї Марчано                           |
| 2010      | Псих                             | Нік Конфорт                           |
| 2011      | Вся правда                       | Френкі Берліто                        |
| 2011      | Танці з зірками                  | Як учасний шоу                        |
| 2012      | Щасливо розлучився               | Френкі                                |
| 2013      | Робоцип                          | Даніель ЛаРуссо, полковник Стівен Шей |
| 2013      | Як я зустрів вашу маму           | Сам себе                              |
| 2014      | Псих                             | Логан Фелпс                           |
| 2016      | Comedy Central Roast             | Сам себе                              |
| 2017-2019 | Двійка                           | Офіцер Хаддікс                        |
| 2017      | Чия це лінія взагалі?            | Сам себе                              |
| 2018      | Кевін може почекати              | Альвіті                               |
| 2018      | Конан                            | Сам себе                              |
| 2018-2025 | Кобра Кай                        | Даніель ЛаРуссо                       |